# Niviventer pianmaensis
Niviventer pianmaensis — вид пацюків (Rattini), ендемік Юньнаню, Китай.

## Таксономічні примітки
Нещодавно описаний як підвид N. andersoni, але нещодавно піднятий до рівня виду.